# Partenie Cosma (om politic)
Partenie Cosma (n. 12 februarie 1837, Beiuș, Transilvania, Imperiul Habsburgic, astăzi județul Bihor, România – d. 22 septembrie 1923, Călimănești) a fost un om politic român, deputat în Dieta de la Budapesta, senator și director al Băncii „Albina” din Sibiu.

## Biografie
Partenie Cosma s-a născut pe 12 februarie 1837 la Beiuș. A făcut studii de drept la Budapesta unde a cunoscut-o pe prima sa soție, Irma Stupa,[A] fiica lui George Stupa, unul dintre cei mai cunoscuți farmaciști români din Budapesta.
În această perioadă a fost primul președinte al „Societății de lectură a Junimei române din Pesta”, societate care în 1867 ia numele de Societatea „Petru Maior”.[B]
După terminarea studiilor, în 1861, revine în Transilvania, în orașul natal Beiuș, unde își deschide cabinet de avocatură. Se implică în activitatea politică de partea Partidului Național Român, fiind ales de două ori, între 1872 - 1881, deputat al Dietei de la Budapesta. În 1881 devine președinte al Partidului Național Român.
La 7 iunie 1874, Partenie Cosma s-a căsătorit cu Maria Roman, devenind astfel rudă prin alianță cu Miron Romanul, episcopul Aradului, mai târziu mitropolit.
Din 1876 se mută la Sibiu unde își deschide un cabinet de avocatură. Ulterior conduce departamentul juridic al Băncii „Albina” din Sibiu, devenind mai târziu directorul ei general. Desfășoară o activitate de organizare și control a activității bancare din Transilvania organizând „Solidaritatea”, o asociație a băncilor românești din Transilvania constituită cu scopul de a „promova dezvoltarea solidă și administrarea corectă”.
Fiica sa cea mică, Hortensia Cosma, a fost prima soție a poetului și omului politic Octavian Goga (căsătoria având loc în 1906).[C]
Împreună cu soția sa Maria a avut o activitate filantropică importantă, participând la acordarea de burse de studii, la înființarea școlii de fete din Sibiu, la construirea de cămine studențești și la organizarea unei cantine studențești care a funcționat mai bine de 20 de ani.
După Marea Unire a fost ales senator în primul parlament al României Mari.
Partenie Cosma a decedat pe 22 septembrie 1923 la Călimănești și a fost îngropat la Sibiu cu funerarii naționale.

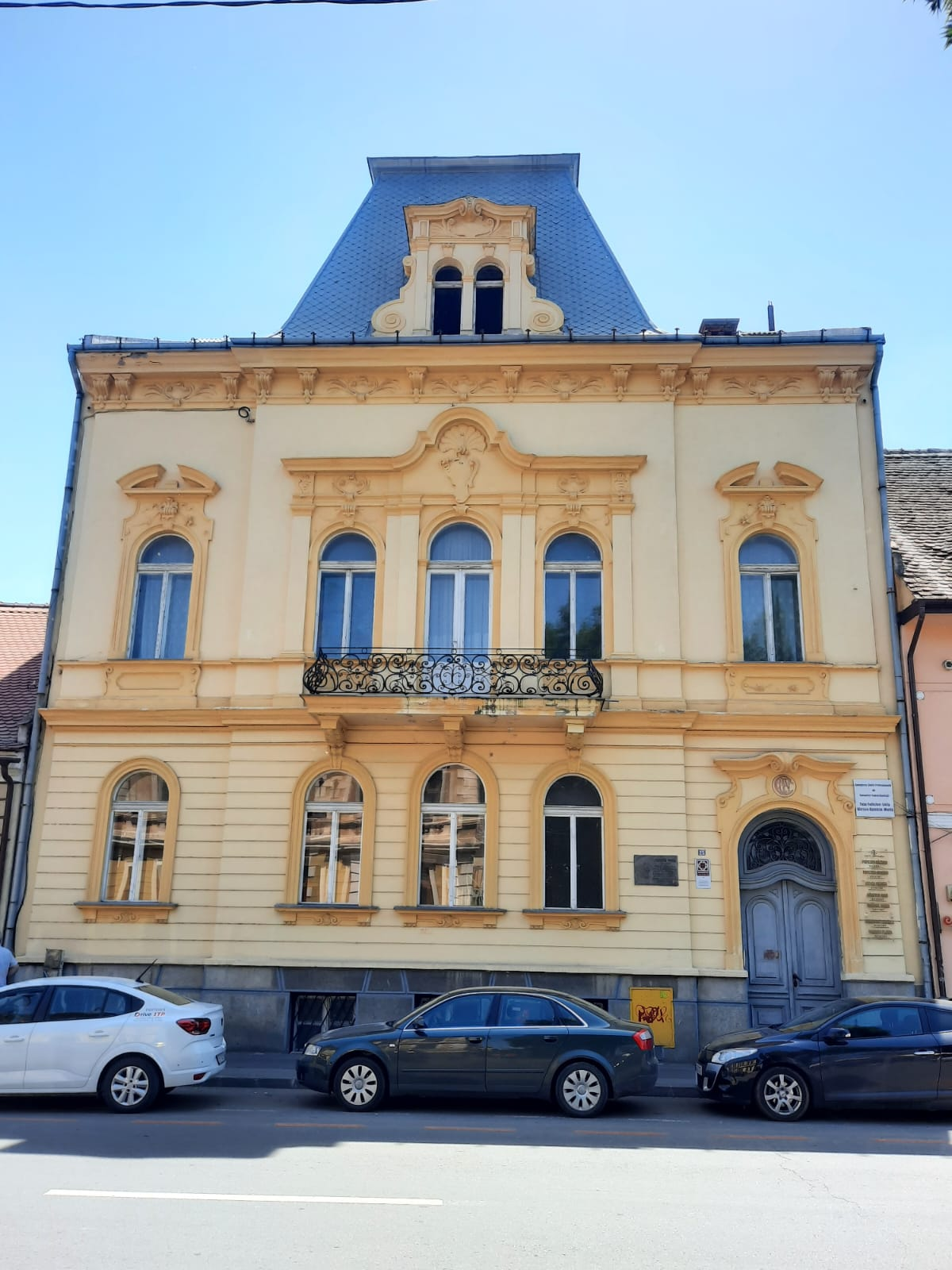
Casa Partenie Cosma din Sibiu

## In memoriam

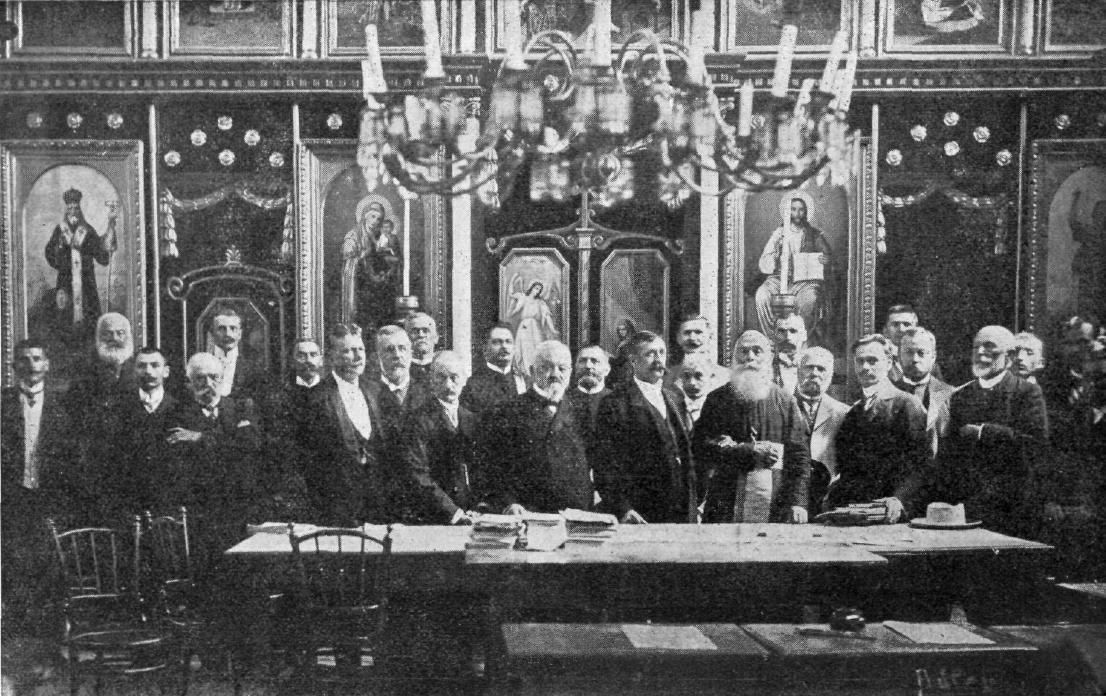
Partenie Cosma alături de prezidiul ASTRA: Dr. L. Lemény, Emanuil Ungureanu, Andrei Bârseanu, Alimpiu Barbulovici, Octavian C. Tăslăuanu, I. F. Negruțiu, Dr. C. Popescu, Protopopul Domide, Ioan Vătășan, Gheorghe Pop de Băsești. Fotografie din Biserica greco-catolică din Șimleu Silvaniei luată în timpul Adunării Generale a Asociația Transilvană pentru Literatura Română și Cultura Poporului Român desfășurată între 7-9 august 1908 la Șimleu.

Casa în care a locuit în Sibiu, situată pe Bd. Victoriei nr. 25, a fost înscrisă pe lista monumentelor istorice din Sibiu (cod LMI SB-II-m-B-20952) sub numele de Casa Partenie Cosma.
O stradă din Oradea a fost numită Strada Partenie Cosma. Liceul economic din Oradea poartă numele de Colegiul Economic „Partenie Cosma”.